# エースカーリー経
『エースカーリー経』（エースカーリーきょう、巴: Esukārī-sutta, エースカーリー・スッタ）とは、パーリ仏典経蔵中部に収録されている第96経。『鬱痩歌邏経』（うつしゅからきょう）とも。
類似の伝統漢訳経典としては、『中阿含経』（大正蔵26）の第150経「鬱痩歌邏経」がある。
釈迦が、婆羅門エースカーリー（鬱痩歌邏）に仏法を説く。

## 構成

### 登場人物
- 釈迦
- エースカーリー（鬱痩歌邏） --- 婆羅門。

### 場面設定
ある時、釈迦はサーヴァッティー（舎衛城）のアナータピンディカ園（祇園精舎）に滞在していた。
そこに婆羅門のエースカーリーが訪れ、四つの階級（カースト）の上下関係や義務について述べる。
釈迦は善行・悪行やその果報は階級に関係無く生じることや、階級問わず涅槃こそが最も尊いことなどを説く。
エースカーリーは法悦し、三宝への帰依を誓う。

## 日本語訳
- 『南伝大蔵経・経蔵・中部経典3』（第11巻上） 大蔵出版
- 『パーリ仏典 中部（マッジマニカーヤ）中分五十経篇II』 片山一良訳 大蔵出版
- 『原始仏典 中部経典3』（第6巻） 中村元監修 春秋社